# Marina Rumjanzewa
Marina Rumjanzewa (* 1958 in Moskau) ist eine Schweizer Journalistin sowie Buch- und Filmautorin.

## Leben
Marina Rumjanzewa ist in Moskau aufgewachsen. Nach dem Abschluss des Germanistik-Studiums an der Moskauer Linguistischen Universität arbeitete sie als Redakteurin und Korrespondentin für Moskauer Zeitungen und Zeitschriften sowie für die Presseagentur Nowosti und für den Ersten Kanal des russischen Fernsehens. Sie drehte unter anderem eine Reihe von TV-Dokumentation sowie Dokumentarfilme zur Kunst, unter anderem Die bekannte Unbekannte. Sophie Taeuber Arp, Das Prinzip Dada oder Johannes Itten, Bauhaus-Pionier.

## Werke
Seit 1992 lebt Marina Rumjanzewa in der Schweiz, arbeitet auf Deutsch für Schweizer und deutsche Medien, vorwiegend zu den Themen Kultur, Kulturgeschichte und Gesellschaft (Schweizer Fernsehen, 3sat, Neue Zürcher Zeitung, Kulturmagazin „du“ und andere). Seit 2010 dreht Marina Rumjanzewa Dokumentarfilme für das Schweizer Radio und Fernsehen, unter anderem über Anton Tschechow, Sophie Taeuber Arp und Dada.
2021 inszenierte sie für das Kunstmuseum Basel und die Tate Modern London die Dada-Marionetten der Künstlerin Sophie Taeuber Arp: Es entstand der Kurzfilm "Marionettes in Motion", der in den beiden Museen als Bestandteil der Ausstellungen zu Sophie Taeuber Arp lief. Der von Narrative Boutique produzierte Kurzfilm ist seither in zahlreichen Ausstellungen zu sehen, u. a. im Bozar Kunstmuseum in Brüssel, dem Kolbe Museum in Berlin. Im Herbst 2024 erscheint ihr neuestes Buch: „Schwiizerdütsch. Expedition in eine unbekannte Sprache“ (Doerlemann Verlag) zum radikalen Wandel des Schweizerdeutschen.

## Filme
- „Tschechow lieben“, Dokumentarfilm, Sternstunde Kunst SRF, 3sat, 2010
- „Die bekannte Unbekannte. Sophie Taeuber Arp“, Dokumentarfilm, Sternstunde Kunst SRF, 3sat, 2012[6] ; (Solothurner Filmtage, 2013)
- „Das Prinzip Dada“, Dokumentarfilm, Sternstunde Kunst SRF 2016[7] (Solothurner Filmtage 2016; Festival du Nouveau Cinéma FNC, 2016)
- „Die Reporterin – Margrit Sprecher wird 80“, SRF 1, 2016.
- „Johannes Itten – Bauhaus-Pionier“, Dokumentarfilm, SRF Sternstunden, 52 Minuten, 2018 (Solothurner Filmtage, 2019)
- Marionettes in Motion, Narrative Boutique GmbH, 7 Minuten, 2021, Kunstmuseum Basel, Tate Modern London[8]

## Bücher
- Schwiizerdütsch. Expedition in eine unbekannte Sprache.  Dörlemann Verlag, 2024, ISBN 978 3 03820 886 0
- Der Kreml. Dörlemann Verlag 2018, ISBN 978-3-908778-70-7.
- Auf der Datscha. Eine kleine Kulturgeschichte und ein Lesebuch. Dörlemann Verlag 2009, ISBN 978-3-908777-35-9.
- Tänzerin Anna Huber. In Bewegungen. Basis allen Lebens. Pro Futura Verlag 2005
- Schöne Neue Welt? (Silvia Voser – Fotos, Marina Rumjanzewa – Text) Benteli Verlag, Bern 1996